# Mesogenea varians
Mesogenea varians är en fjärilsart som beskrevs av George Francis Hampson 1902. Mesogenea varians ingår i släktet Mesogenea och familjen nattflyn. Inga underarter finns listade i Catalogue of Life.